# HD 56031
HD 56031，又名BD+08 1712，SAO 115159、HR 2747，是一颗恒星，视星等为5.82，位于銀經208.53，銀緯8.99，其B1900.0坐标为赤經7h 10m 13.9s，赤緯+8° 8.99′ 7″。